# ميشيل أونيل
ميشيل أونيل (مواليد 10 يناير 1977) هي سياسية أيرلندية تشغل منصب الوزيرة الأولى لأيرلندا الشمالية.

## خلفية
وُلِدت أونيل في جمهورية أيرلندا في فيرمي بمقاطعة كورك. هي من كلونوي، مقاطعة تيرون، أيرلندا الشمالية، وتنحدر من خلفية جمهورية إيرلندية. كان والدها بريندان دوريس سجينًا مؤقتًا للجيش الجمهوري الأيرلندي وسياسيًا من الشين فين. كان عمها بول دوريس رئيسًا وطنيًا سابقًا للجنة مساعدة الشمال الأيرلندية (نورايد). بينما توني دوريس، أحد أقاربها، كان واحدًا من ثلاثة مسلحين تابعين للجيش الجمهوري الأيرلندي قُتلوا في كمين نصبته الخدمة الجوية الخاصة في عام 1991. أثناء حادثة كوليسلاند عام 1997، أصيب قريب آخر، وهو المتطوع في الجيش الجمهوري الإيرلندي غاريث ملاشي دوريس، بالرصاص.

## الحياة السياسية
في سن المراهقة، أصبحت أونيل مهتمة بالسياسة الجمهورية من خلال دعم والدها بواجبات الدوائر الانتخابية في وظيفته كمستشار دونجانون. في سن ال 21، انضمت إلى شين فين بعد اتفاقية الجمعة العظيمة في عام 1998 وبدأت العمل كمستشارة لفرانسي مولوي في جمعية أيرلندا الشمالية. شغلت هذا المنصب حتى عام 2005.، عندما جرى انتخابها لعضوية مجلس دونجانون وساوث تايرون بورو لتمثيل منطقة تورنت الانتخابية، وملء المقعد الذي خسره والدها. في انتخابات الجمعية لعام 2007، انتُخبت أونيل بصفتها سفير لميد أولستر، خلفًا لزميلتها من الشين فين جيرالدين دوغان. عملت في لجنتي التعليم والصحة في ستورمونت كعضو نواب في الجمعية.
بعد انتخابات عام 2016، تولت أونيل منصب وزير الصحة من سيمون هاميلتون من الحزب الاتحادي الديمقراطي. بعد ثمانية أيام فقط في المنصب، أعلنت أنه سيجري رفع الحظر مدى الحياة المفروض على المثليين وثنائيي الجنس من الذكور الذين يتبرعون بالدم في أيرلندا الشمالية. قدمت أونيل ورقة بعنوان الصحة والرفاهية 2026: التسليم معًا في 25 أكتوبر 2016، وهي خطة مدتها عشر سنوات بناءً على توصيات تقرير بينجوا الذي يهدف إلى تحديث نظام الرعاية الصحية والاجتماعية.
عندما استقال مارتن ماكغينيس من منصبه كنائب أول للوزير في يناير 2017 احتجاجًا على فضيحة حوافز الحرارة المتجددة وذكر أنه لن يترشح في الانتخابات المبكرة التي تلت ذلك، جرى تعيين أونيل «زعيم الحزب الجديد في الشمال» من شين فين. أعيد انتخاب أونيل لعضوية الجمعية في انتخابات الجمعية لعام 2017 التي أعقبت رحيل ماكجينيس، وتصدرت الاقتراع في ميد أولستر وحصلت على 20.6 في المائة من أصوات التفضيل الأول. رداً على خروج بريطانيا من الاتحاد الأوروبي، دعت إلى التصويت على إعادة توحيد أيرلندا «في أقرب وقت ممكن» في مارس 2017. وقادت أونيل شين فين في المناقشات بين الأحزاب التي أعقبت الانتخابات والتي تهدف إلى استعادة حكومة تقاسم السلطة في أيرلندا الشمالية، لكنها أعلنت في نهاية مارس أن المحادثات فشلت وأن الشين فين لن يرشحها لمنصب نائب الوزير الأول. في فبراير 2018، جرى تعيين أونيل نائبًا لرئيس شين فين، خلفًا لماري لو ماكدونالد كرئيس بعد تقاعد جيري آدامز. هزمت تحدي القيادة لجون أودود في نوفمبر 2019 بنسبة 67 بالمائة من الأصوات.